# Metopilio foveolatus
Metopilio foveolatus is een hooiwagen uit de familie Sclerosomatidae.